# Sân bay Fukuoka
Sân bay Fukuoka (福岡空港 Phước Cang Không cảng) (IATA: FUK, ICAO: RJFF), là một sân bay quốc tế ở thành phố Fukuoka, Nhật Bản. Sân bay này được chính thức thiết kế là sân bay hạng nhì. Sân bay này đang hoạt động hết công suất thiết kế, không thể mở rộng thêm. Các chuyến bay bắt đầu từ 7h sáng và kết thúc 10h tối. Sân bay này có vị trí thuận lợi cho dân Fukuoka, ở Hakata-ku, Đông-Nam trung tâm thành phố. Sân bay được nối với trung tâm kinh doanh của thành phố bằng tàu điện ngầm và đường bộ với thời gian đi tàu điện ngầm chỉ mất ít hơn 10 phút vào trung tâm thành phố.

## Các tai nạn và kiểm soát an toàn

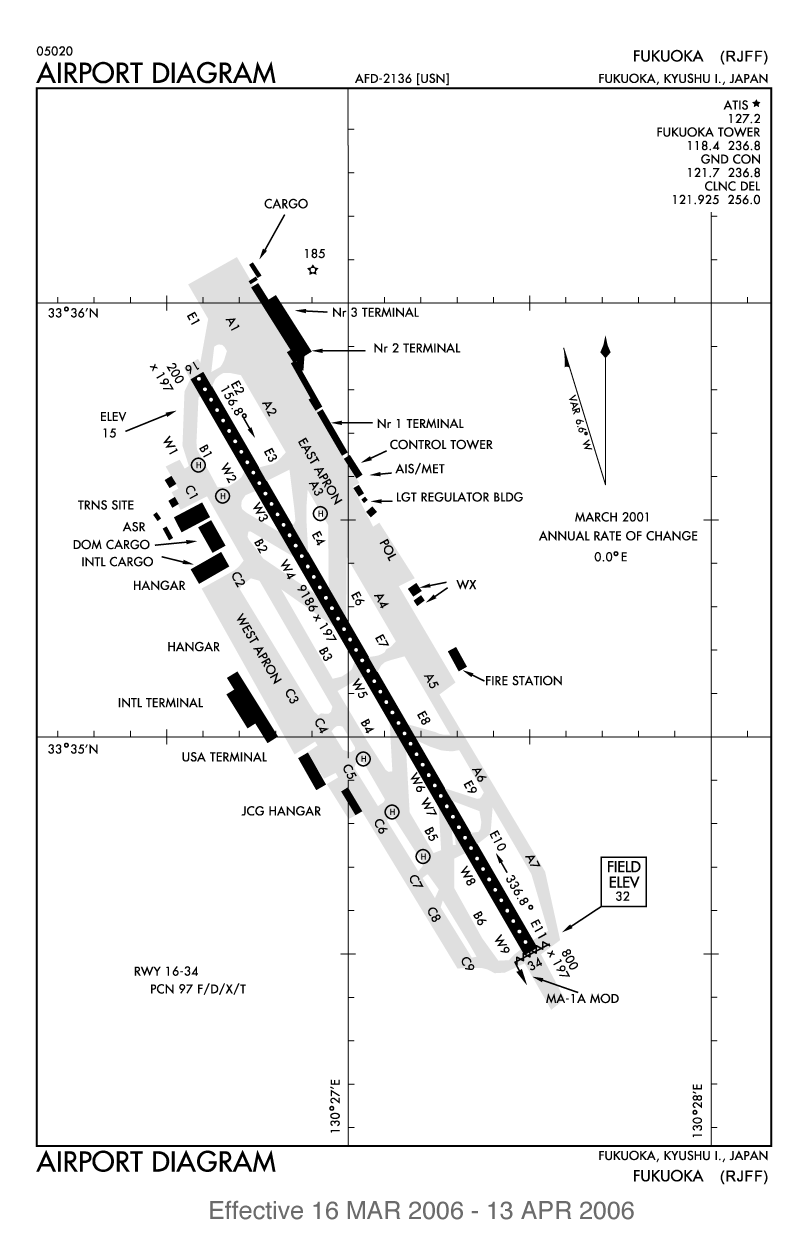
Sơ đồ sân bay

- Chỉ có một đường băng dài 2800 m dành cho máy bay cánh quạt. Sân bay bị khu dân cư bao quanh giống như sân bay quốc tế Kai Tak của Hồng Kông trước đây.
- Ngày 13/6/1996, ở đây xảy ra tai nạn rớt máy bay của hãng hàng không Garuda Indonesia Airways DC-10, Chuyến bay số 865 rơi khi cất cánh, làm 3 người chết và 18 người bị thương. Lưu trữ ngày 6 tháng 6 năm 2011 tại Wayback Machine
- Ngày 12/8/2005, một mảnh kim loại rơi xuống khu dân cư từ một máy bay của hãng JALways đang bay đi Honolulu sau khi một đông cơ lập tức bốc cháy ngay sau khi cất cánh. Một cậu bé và một người đàn ông bị thương do mảnh kim loại này.[liên kết hỏng].

## Các địa điểm khác thay cho sân bay này
Với tham vọng biến Fukuoka thành trung tâm kinh doanh và lữ hành ở khu vực Đông Á cũng như tham vọng được đăng cai Olympic Games ở Fukuoka và Kyushu năm 2016 - thành phố Fukuoka đang xem xét phương án dời sân bay đến một hòn đảo nhân tạo để đáp ứng với yêu cầu phục vụ lượng khách gia tăng.

## Các hãng hàng không và các điểm đến

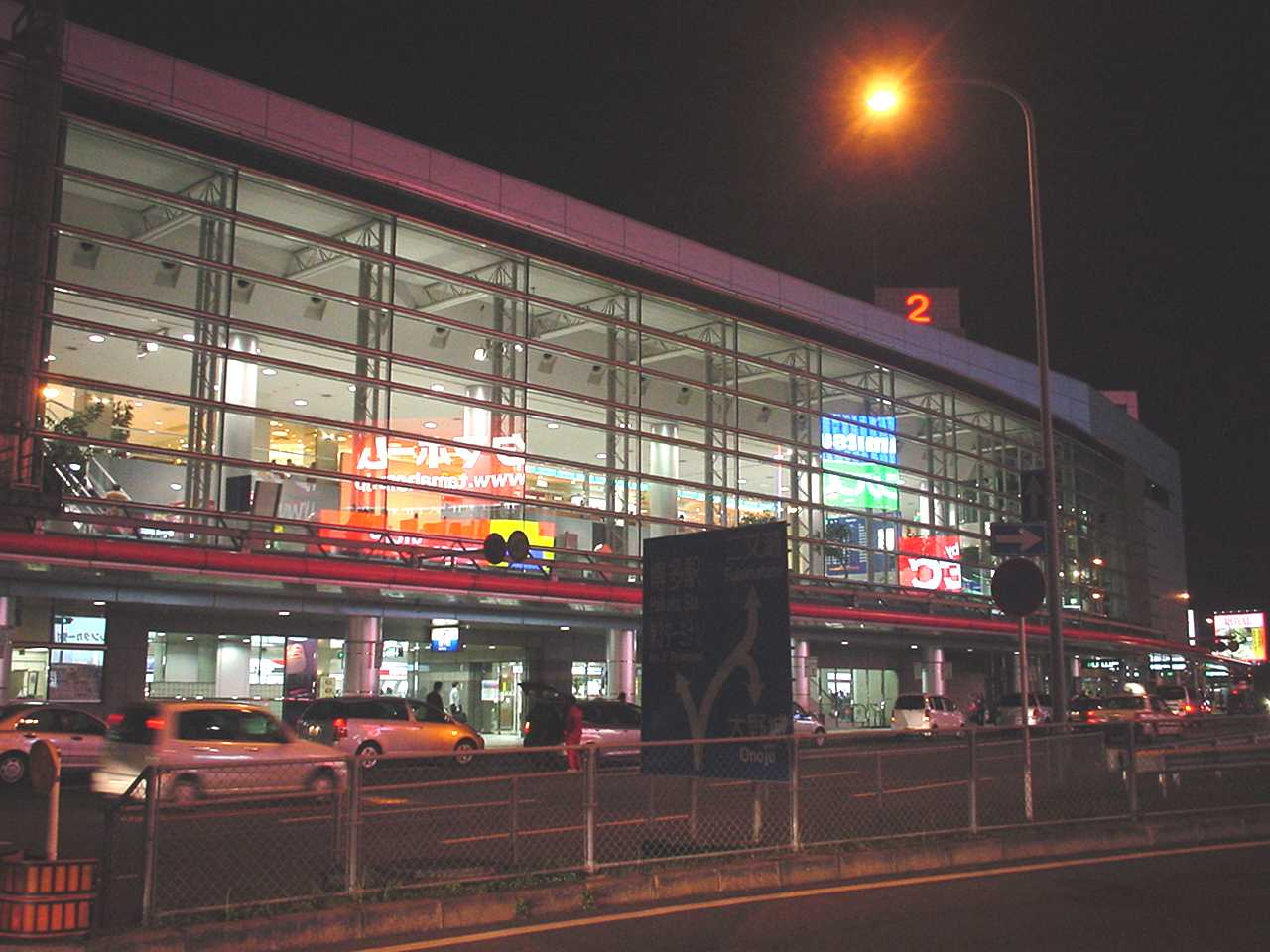
Nhà ga Terminal 2 vào ban đêm

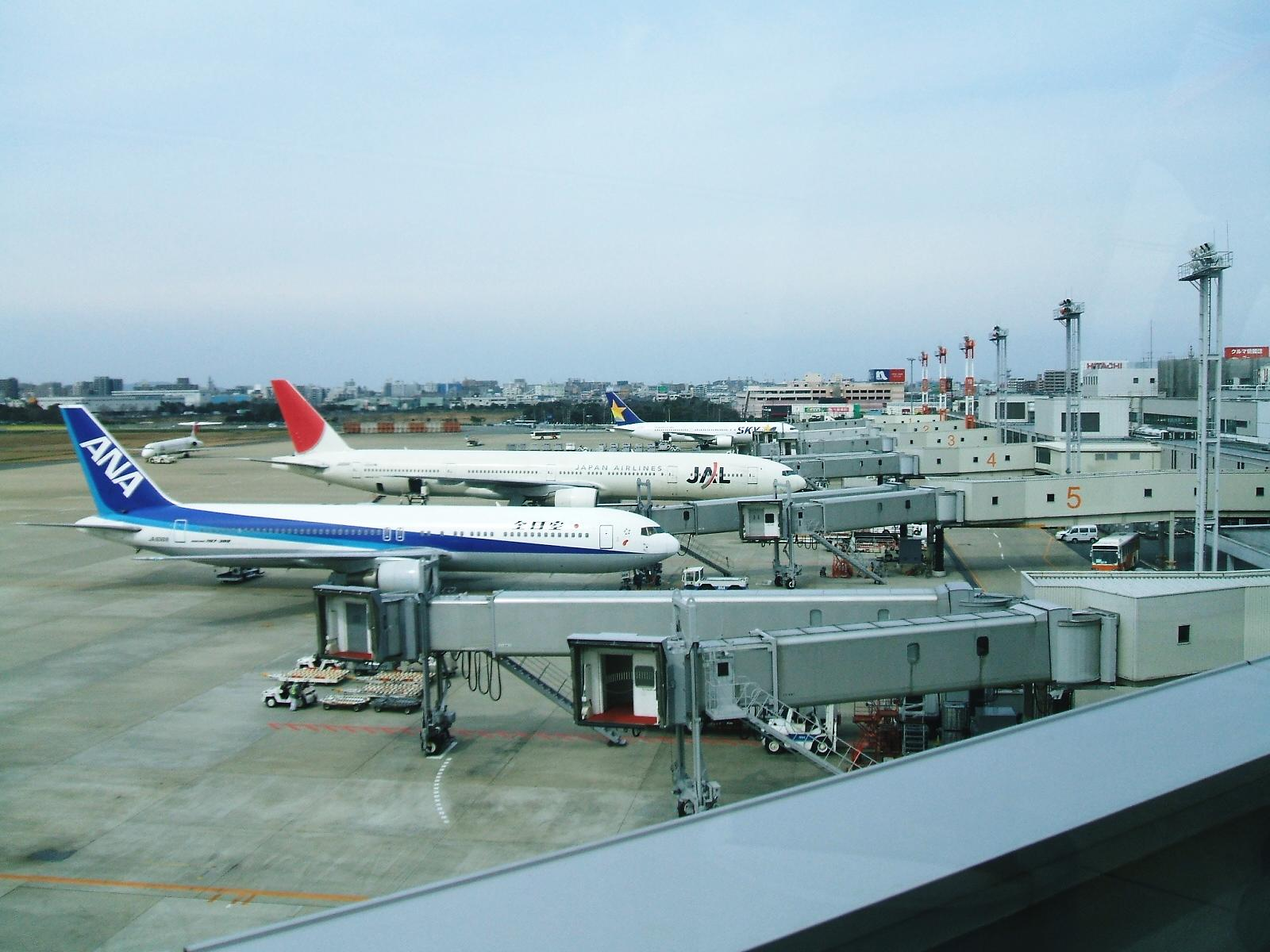
Máy bay của hãng Japan Airlines và All Nippon Airways cửa số 1-6 ở Terminal 3

| Hãng hàng không                                     | Các điểm đến |
| --------------------------------------------------- | --- |
| Air Busan                                           | Busan [từ 29.03.2010] |
| Air China                                           | Beijing-Capital, Dalian, Shanghai-Pudong |
| All Nippon Airways                                  | Fukue, Ishigaki, Komatsu, Nagoya-Centrair, Niigata, Okinawa, Osaka-Itami, Osaka-Kansai, Sapporo-Chitose, Sendai, Tokyo-Haneda, Tokyo-Narita, Tsushima |
| Amakusa Airlines                                    | Amakusa |
| Asiana Airlines                                     | Busan, Jeju, Seoul-Incheon |
| Cathay Pacific                                      | Hong Kong, Taipei-Taoyuan |
| China Airlines                                      | Đài Bắc - Đào Viên |
| China Eastern Airlines                              | Bắc Kinh - Thủ Đô, Shanghai-Pudong, Thanh Đào |
| China Southern Airlines                             | Đại Liên, Quảng Châu, Thẩm Dương |
| Continental Airlines bay bởi Continental Micronesia | Guam |
| EVA Air                                             | Đài Bắc - Đào Viên |
| Finnair                                             | Helsinki |
| Japan Airlines                                      | Kochi, Matsuyama, Miyazaki, Nagoya-Komaki, Okinawa, Osaka-Itami, Osaka-Kansai, Sapporo-Chitose, Sendai, Tokyo-Haneda, Tokyo-Narita                    |
| Japan Airlines bay bởi Japan Air Commuter           | Izumo, Kagoshima, Matsumoto, Miyazaki, Osaka-Itami |
| Japan Airlines bay bởi Japan Transocean Air         | Okinawa |
| Korean Air                                          | Busan, Seoul-Incheon |
| Philippine Airlines                                 | Manila |
| Skymark Airlines                                    | Okinawa, Tokyo-Haneda |
| Singapore Airlines                                  | Singapore |
| Thai Airways International                          | Bangkok-Suvarnabhumi |
| Vietnam Airlines                                    | Hà Nội, Tp.Hồ Chí Minh |
| Vietjet Air                                         | Hà Nội |